# Сімау Жуніор
'Аурісіу Саліу Фернандеш Ембало Жуніор або просто Сімау Жуніор (порт. Aurísio Saliu Fernandes Embalo Júnior / Simão Júnior; нар. 29 серпня 1998, Касень-Сінтра, Португалія) — бісауський та португальський футболіст, центральний захисник клубу «Ештуріл» та національної збірної Гвінеї-Бісау, який виступає за «Банга».

## Клубна кар'єра
Народився в місті Касень. Футбольну кар'єру розпочав 2014 року в однойменній юнацькій команді. Потім виступав на молодіжному рівні за «Лінду-а-Велья» та «Шавеш». Дорослу футбольну кар'єру розпочав 2017 року в другій команді «Шавеш», в якій виступав до завершення сезону 2017/18 років.
На початку липня 2018 року став гравцем «Мори», у футболці якої дебютував 12 серпня 2020 року в програному (1:2) домашньому поєдинку 1-го туру національного чемпіонату Португалії (третій дивізіон) проти «Прімейру Дезембру». Сімау вийшов на поле в стартовому складі та відіграв увесь матч. Єдиним голом за команду відзначився 6 січня 2019 року на 29-й хвилині нічийного (3:3) домашнього поєдинку 16-го туру проти «Ідеаля». У «Морі» провів один сезон, за цей час у третьому дивізіоні португальського чемпіонату зіграв 25 матчів та відзначився 1 голом. На початку липня 2019 року підсилив «Кову де Пієдаду». Спочатку грав за команду U-23. За першу команду клубу дебютував 8 березня 2020 року в переможному (2:1) домашньому поєдинку 24-го туру Сегунда-Ліги проти «Спортінга» (Ковілья). Жуніор вийшов на поле в стартовому складі та відіграв увесь матч, на 11-й хвилині відзначився автоголом, а на 85-й хвилині отримав жовту картку. Цей матч виявився єдиним для Сімау в сезону 2019/20 років. Наступного сезону грав частіше — 22 матчі в Сегунді.
На початку липня 2021 року вільним агентом перебрався в «Ештуріл». Однак закріпитися в команді захиснику не вдалося й наприкінці того ж місяця перейшов в оренду до «Вілафранкенсі», яка розрахована до кінця червня 2022 року. За нову команду дебютував 9 серпня 2021 року в програному (0:1) домашньому поєдинку 1-го туру Сегунда-Ліги проти «Пенафеля». Жуніор вийшов на поле в стартовому складі, а на 78-й хвилині його замінив бразилець Дейвісон.

## Кар'єра в збірній
У футболці національної збірної Гвінеї-Бісау дебютував 26 березня 2021 року в поєдинку кваліфікації кубку африканських націй 2021 проти Есватіні.

## Статистика виступів

### Клубна
Станом на 29 вересня 2021.
| Сезон                        | Команда                      | Чемпіонат                    | Чемпіонат | Чемпіонат | Нац. кубок | Нац. кубок | Нац. кубок | Конт. кубок | Конт. кубок | Конт. кубок | Інші кубки | Інші кубки | Інші кубки | Загалом | Загалом |
| Сезон                        | Команда                      | Змаг.                        | Матчі     | Голи      | Змаг.      | Матчі      | Голи       | Змаг.       | Матчі       | Голи        | Змаг.      | Матчі      | Голи       | Матчі   | Голи    |
| ---------------------------- | ---------------------------- | ---------------------------- | --------- | --------- | ---------- | ---------- | ---------- | ----------- | ----------- | ----------- | ---------- | ---------- | ---------- | ------- | ------- |
| 2018-2019                    | «Мора»                       | КдП                          | 25        | 1         |            | -          | -          |             | -           | -           |            | -          | -          | 25      | 1       |
| 2019-2020                    | «Кова де Пієдада»            | СЛ                           | 1         | 0         |            | -          | -          |             | -           | -           |            | -          | -          | 1       | 0       |
| 2020-2021                    | «Кова де Пієдада»            | СЛ                           | 22        | 0         | КП         | 1          | 0          |             | -           | -           |            | -          | -          | 23      | 0       |
| Загалом за «Кова де Пієдада» | Загалом за «Кова де Пієдада» | Загалом за «Кова де Пієдада» | 23        | 0         |            | 1          | 0          |             | -           | -           |            | -          | -          | 24      | 0       |
| 2021-2022                    | «Вілафранкенсі»              | СЛ                           | 4         | 0         |            | -          | -          |             | -           | -           |            | -          | -          | 4       | 0       |
| Усього за кар'єру            | Усього за кар'єру            | Усього за кар'єру            | 52        | 1         |            | 1          | 0          |             | -           | -           |            | -          | -          | 53      | 1       |

### У збірній
| Дата      | Місто   | Господарі | Результат | Гості        | Турнір                                  | Голи | Примітки |
| --------- | ------- | --------- | --------- | ------------ | --------------------------------------- | ---- | -------- |
| 26-3-2021 | Манзіні | Есватіні  | 1 – 3     | Гвінея-Бісау | Відбір до Кубка африканських націй 2021 | -    | 61'      |
| Усього    |         | Матчів    | 1         |              | Голів                                   | 0    |          |